# Chisocheton glirioides
Chisocheton glirioides är en tvåhjärtbladig växtart som beskrevs av P.F. Stevens. Chisocheton glirioides ingår i släktet Chisocheton och familjen Meliaceae. Inga underarter finns listade i Catalogue of Life.